# Świdnik
Świdnik là một thị trấn thuộc huyện Świdnik, tỉnh Lubelskie ở đông-nam Ba Lan. Thị trấn có diện tích 20 km². Đến ngày 1 tháng 1 năm 2011, dân số của thị trấn là 39851 người và mật độ 1958 người/km².